# Marcin z Łęczycy
Marcin z Łęczycy (również Martin z Lančic, Martinus de Lancicia i Martinus de Knez Lancicia, ur. ok. 1410, zm. ok. 1474) – profesor i rektor Uniwersytetu Karola w Pradze zasłużony w dziedzinach astronomii, astrologii, filozofii i medycyny, lekarz kapituły poznańskiej.

## Życiorys
Urodził się prawdopodobnie pod Łęczycą, co sugeruje przydomek łaciński de Knez Lancicia zachowany w jednym z praskich rękopisów. Początkowo kształcił się w szkole przy kolegiacie w Tumie, a następnie rozpoczął studia na Uniwersytecie Karola w Pradze. Z tą uczelnią związany był zawodowo do 1464 r. W okresie studiów sprawował kierownictwo nad jedną z praskich szkół parafialnych. Po 1464 r. przez pewien czas przebywał w Krakowie, a następnie w Poznaniu (1473), gdzie pełnił funkcję lekarza kapituły poznańskiej. Był związany z husytyzmem.

## Kariera akademicka
W 1432 r. uzyskał bakalaureat sztuk wyzwolonych na Uniwersytecie Karola w Pradze. Następnie podjął wykłady w Kolegium Nazareńskim przy kaplicy Betlejemskiej. W 1443 r. uzyskał stopień licencjata oraz mistrzostwo sztuk wyzwolonych. W 1445 r. został wybrany dziekanem. W tym samym roku rozpoczął prowadzanie wykładów z zakresu filozofii arystotelesowskiej. W latach 1455–1456 pełnił funkcję rektora. Był związany głównie z Wydziałem Sztuk Wyzwolonych (przynajmniej do roku 1462), jednak od 1455 współpracował również z Wydziałem Lekarskim. Pełniąc funkcje akademickie, działał na rzecz wzmocnienia kulturalnej współpracy polsko-czeskiej i chętnie obejmował opieką Polaków studiujących w Pradze.

## Upamiętnienie
Marcin z Łęczycy jest bohaterem utworu dla dzieci pt. Per aspera ad astra autorstwa Piotra Banasika. Utwór został opublikowany w zbiorze Łęczycki elementarz (2022).